# V4 (lok)
V4 är ett svenskt diesellok med hydraulisk kraftöverföring tillverkat av Henschel för SJ:s räkning. Loket har axelföljden C vilket innebär tre drivande axlar till skillnad från de tvåaxliga loket Z66 som togs fram samtidigt av Kalmar Verkstad i samarbete med Henschel. Från början var även tanken att Kalmar Verkstad skulle tillverka V4 loken men en planerad men ej genomförd nedläggning av fabriken hindrade planerna. Båda loktyperna fick samma grundmotor Deutz BF12M716 men på det större V4 loket så valdes en överladdad motorversion för högre effekt. Samtliga lok fick också utrustning för multipelkörning. Loken levererades under åren 1972 till 1973 och placerades främst på stationer i Skåne.
När SJ delades 2001 tillföll loken Green Cargo. Bolaget började 2002 sälja av loken och hade efter några år inte längre några V4 kvar. Loken såldes till TGOJ Trafik och andra godsbolag. Tre lok såldes 2004 till Italien, andra såldes senare som industrilok. Då TGOJ gick upp i Green Cargo 2011, blev bolaget återigen ägare till flera V4-lok. 2014 sålde Green Cargo återigen sina V4-lok och idag finns endast 3 lok kvar i trafik.

### Webbkällor
- ”Diesellok V4”. Järnväg.net. http://www.jarnvag.net/lokguide/v4. Läst 17 mars 2012.